# Abbazia di Ettal
L'abbazia di Ettal è un'abbazia benedettina della congregazione bavarese, situata nel paese di Ettal, in Alta Baviera, circa 10 km a nord/ovest di Garmisch-Partenkirchen e a sud/ovest di Oberammergau. Fu fondata nel 1330 da Ludovico il Bavaro.
Dal 1920 è basilica minore.

## Storia e descrizione

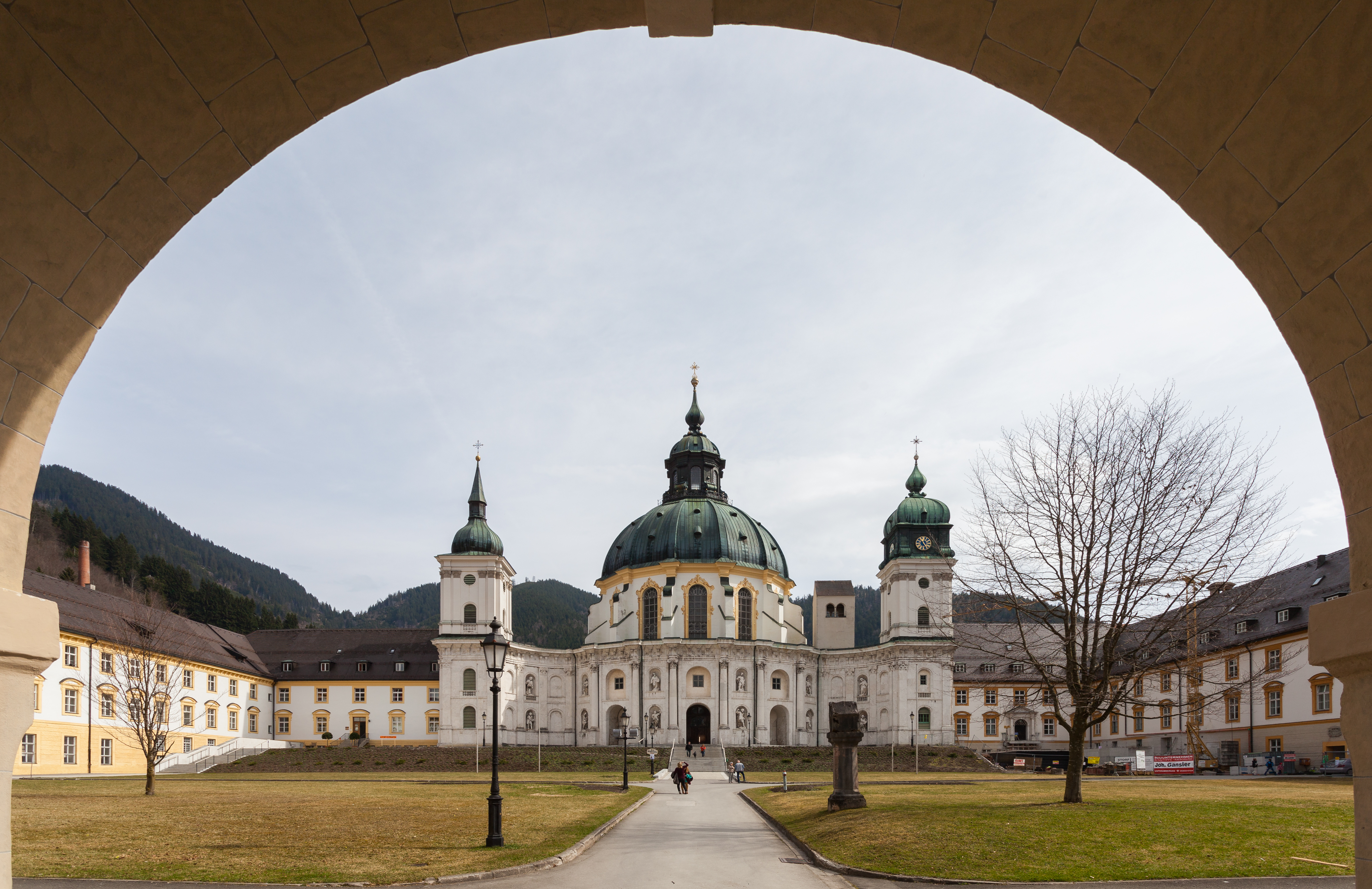
L'abbazia di Ettal

La chiesa dell'abbazia è in stile barocco, risalente al XVIII secolo, e presenta una navata ovale sormontata da cupola e affiancata da due torri. Quasi completamente distrutta da un incendio nel 1742, la chiesa venne infatti ricostruita da Josef Schmuzer a partire dai disegni di Enrico Zuccalli, il quale, dal 1709 al 1724, aveva cominciato ad occuparsi, senza completare l'opera, della ristrutturazione dell'edificio.

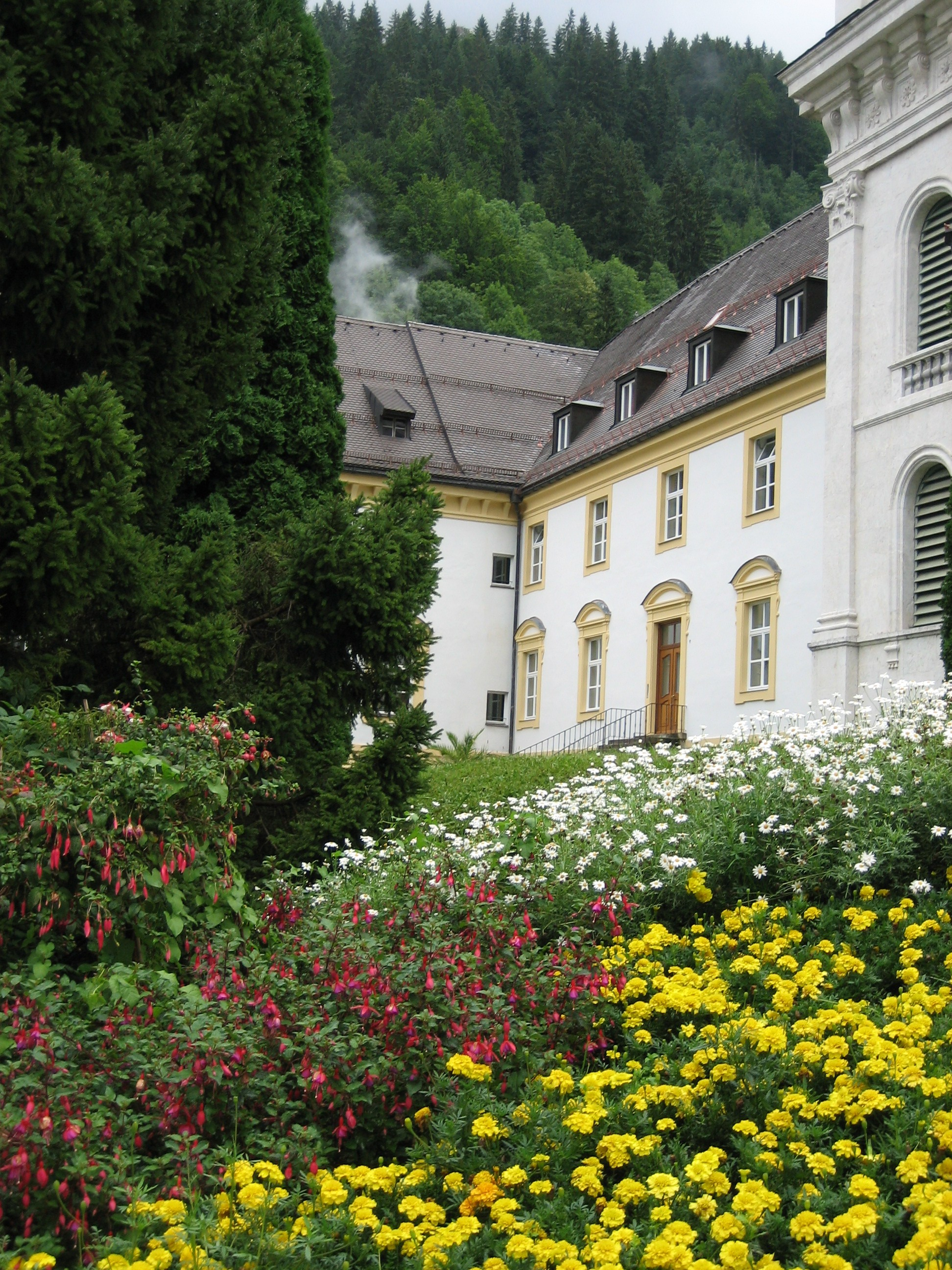
I giardini dell'Abbazia

Qui viene venerata la statuetta della Madonna di Ettal, una statuetta che l'imperatore Ludovico il Bavaro ebbe in dono dal vescovo di Pisa quando stava tornando a Monaco da Roma dove si era fatto incoronare imperatore del Sacro Romano Impero da un antipapa.
Durante gli anni del nazismo sia il padre gesuita di Monaco Rupert Mayer (oggi beato) sia il pastore protestante Dietrich Bonhoeffer furono rinchiusi nell'abbazia di Ettal.

## Immagini dell'interno della chiesa abbaziale

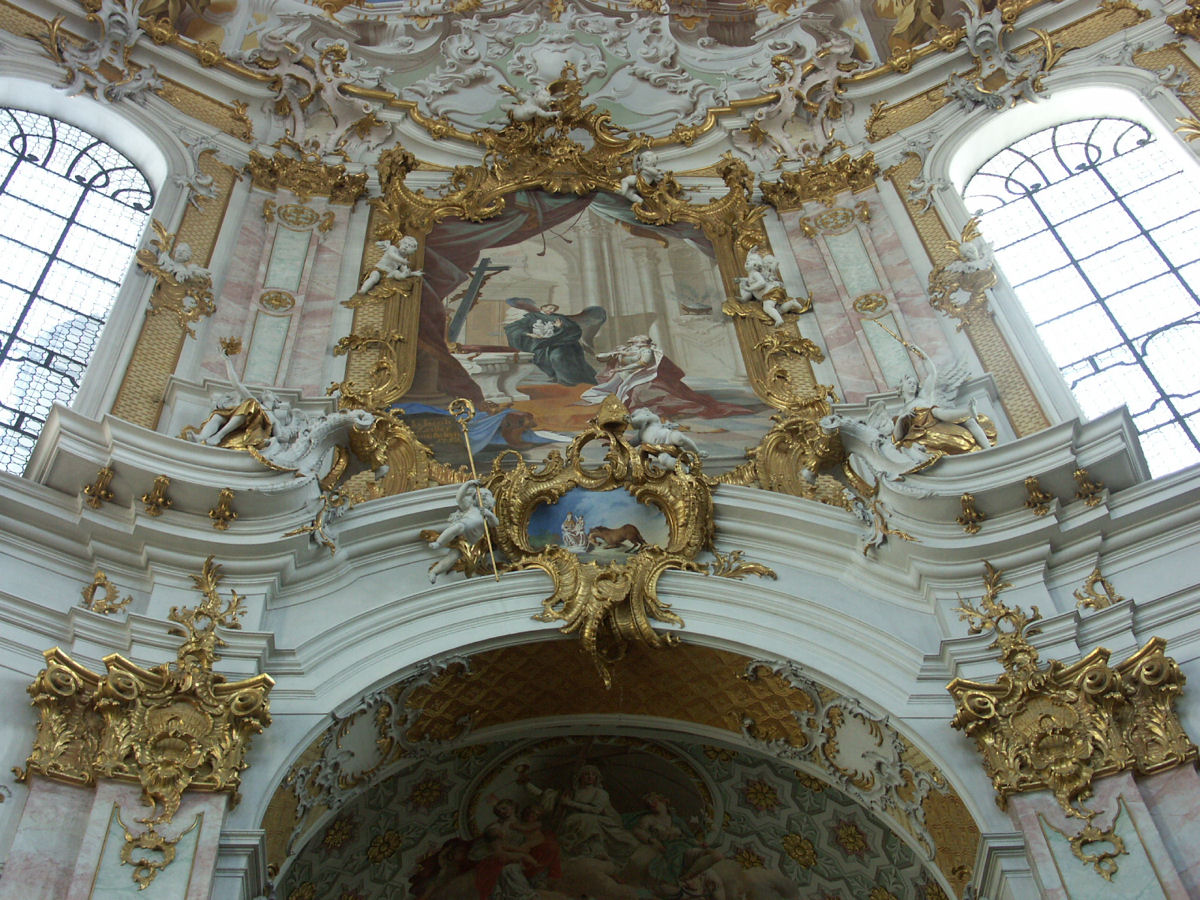
Particolare dell'interno della Chiesa abbaziale
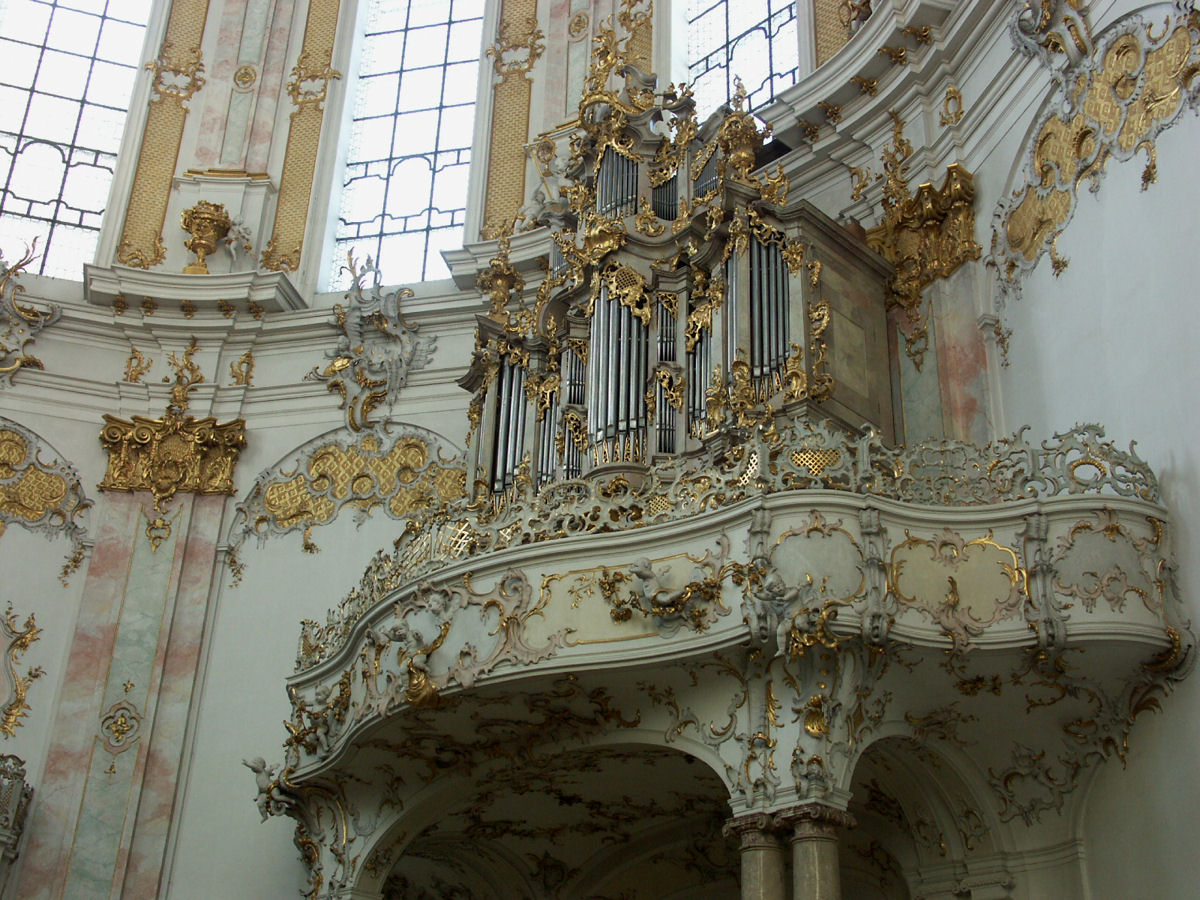
Organo
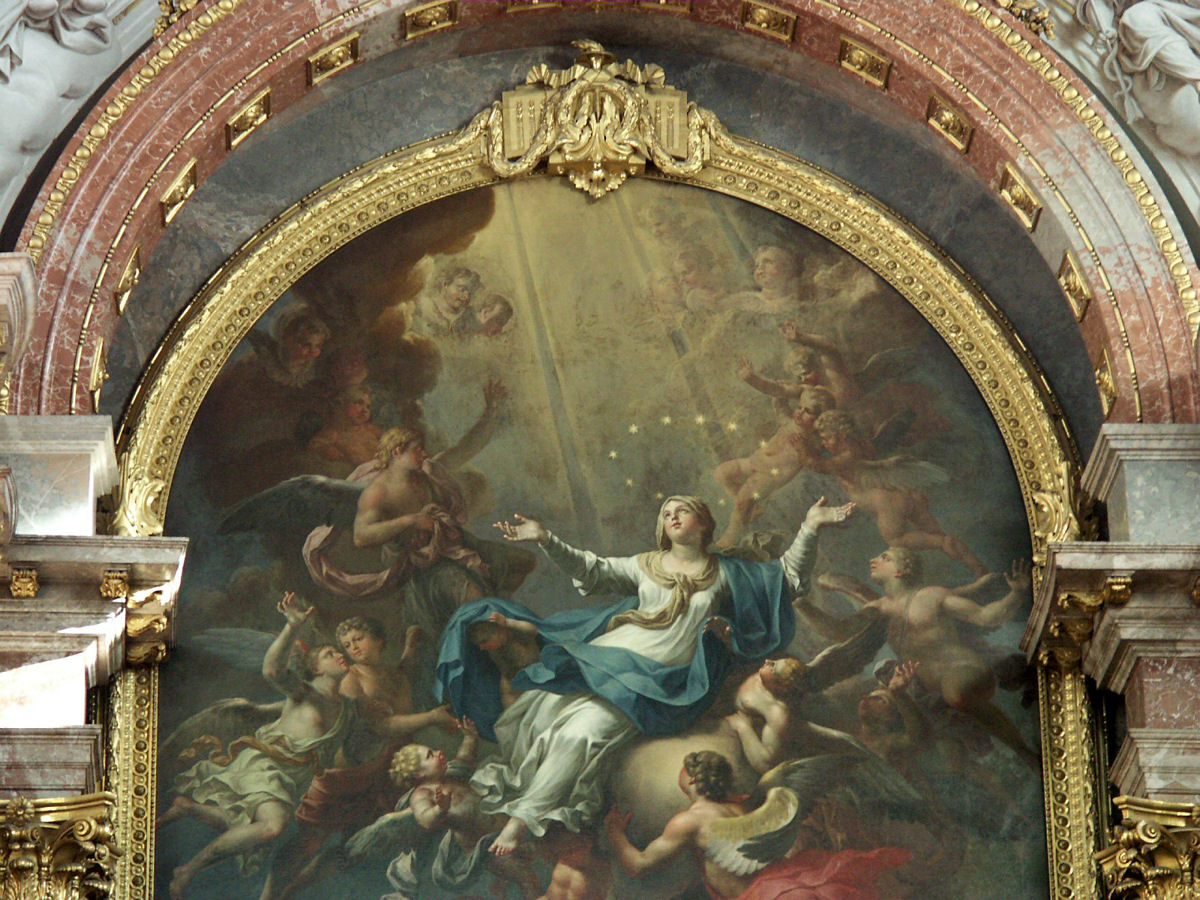
Pala dell'altar maggiore rappresentante l'Assunzione di Maria
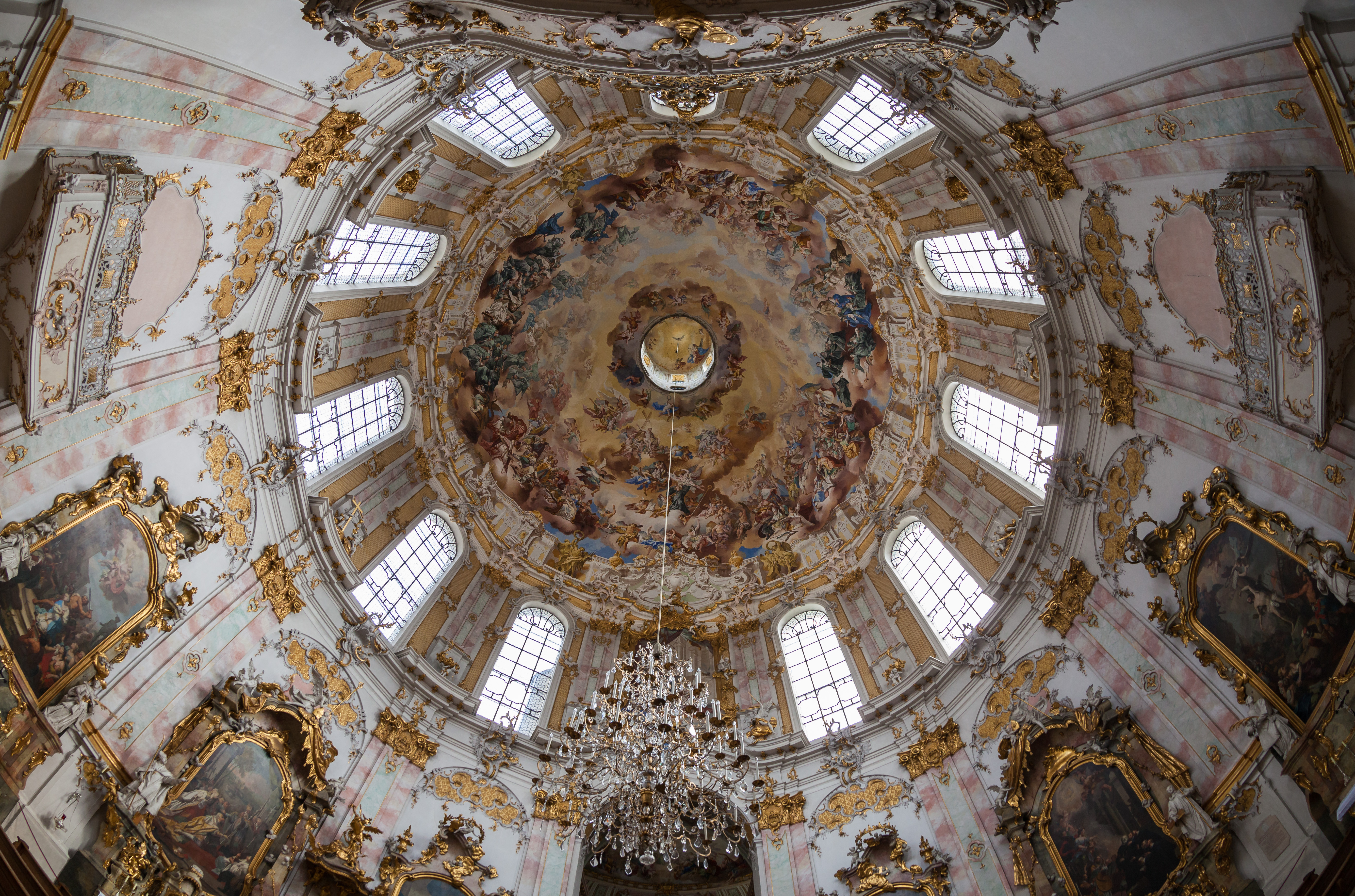
Interno della cupola
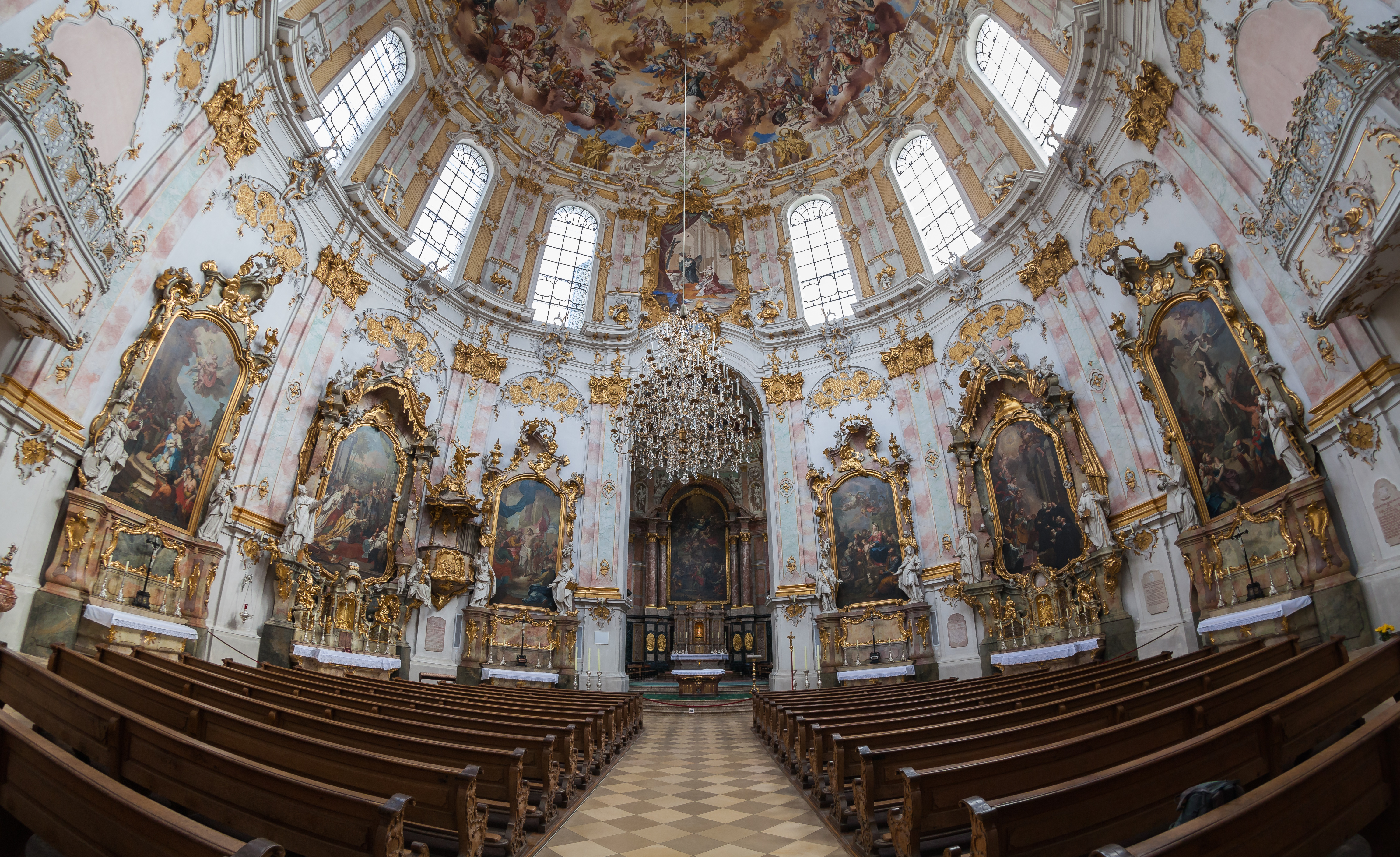
L'aula
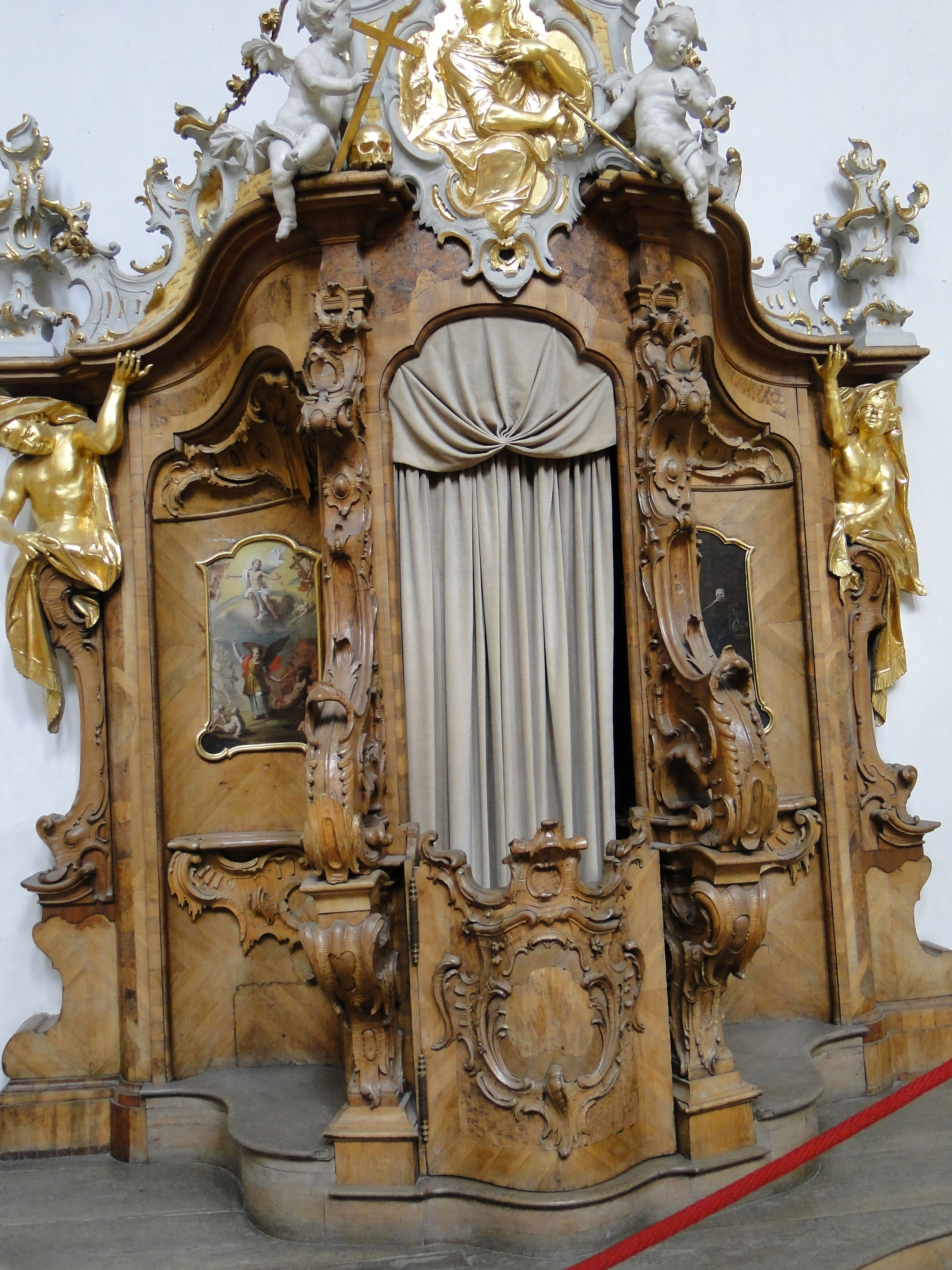
Confessionale
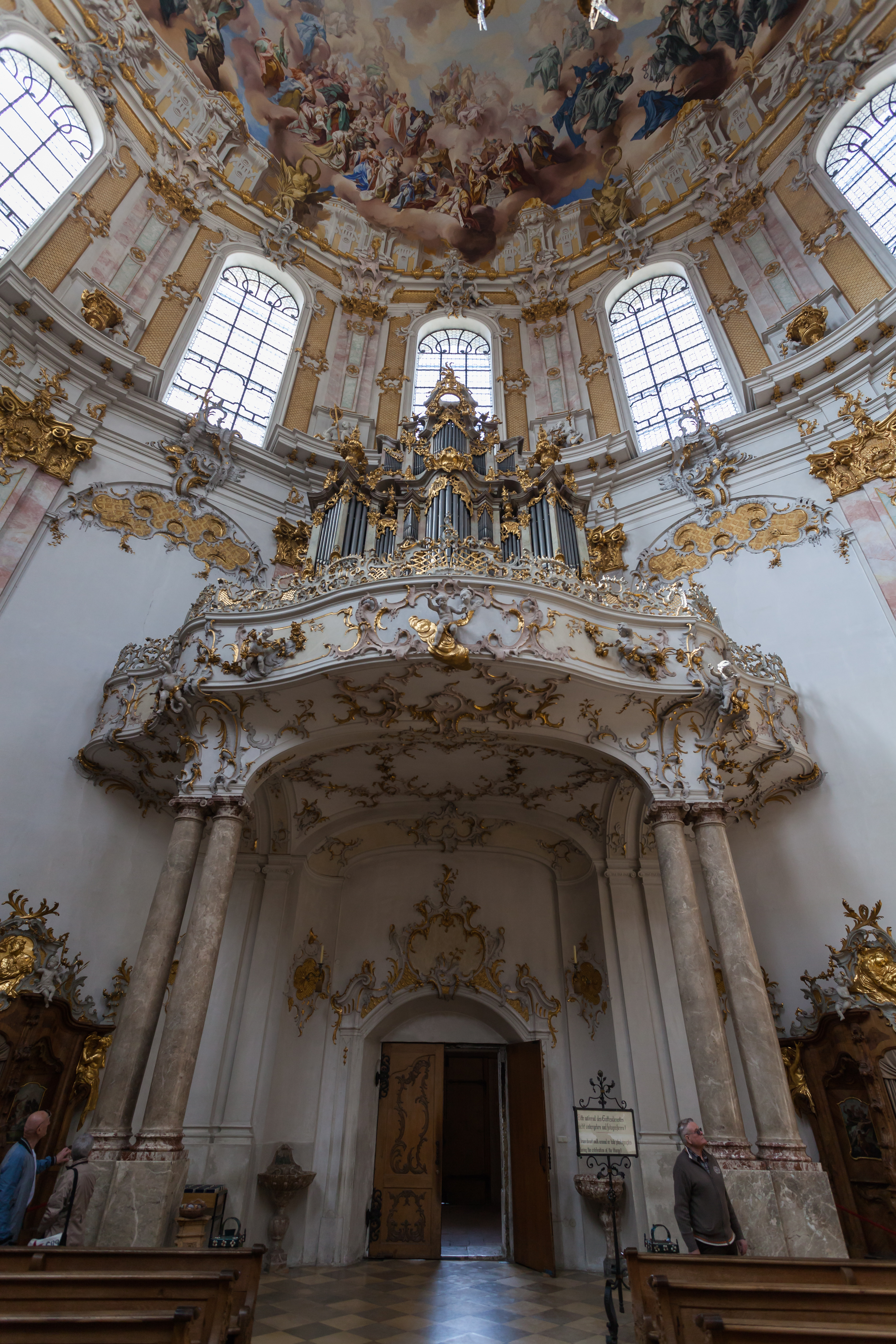
Controfacciata
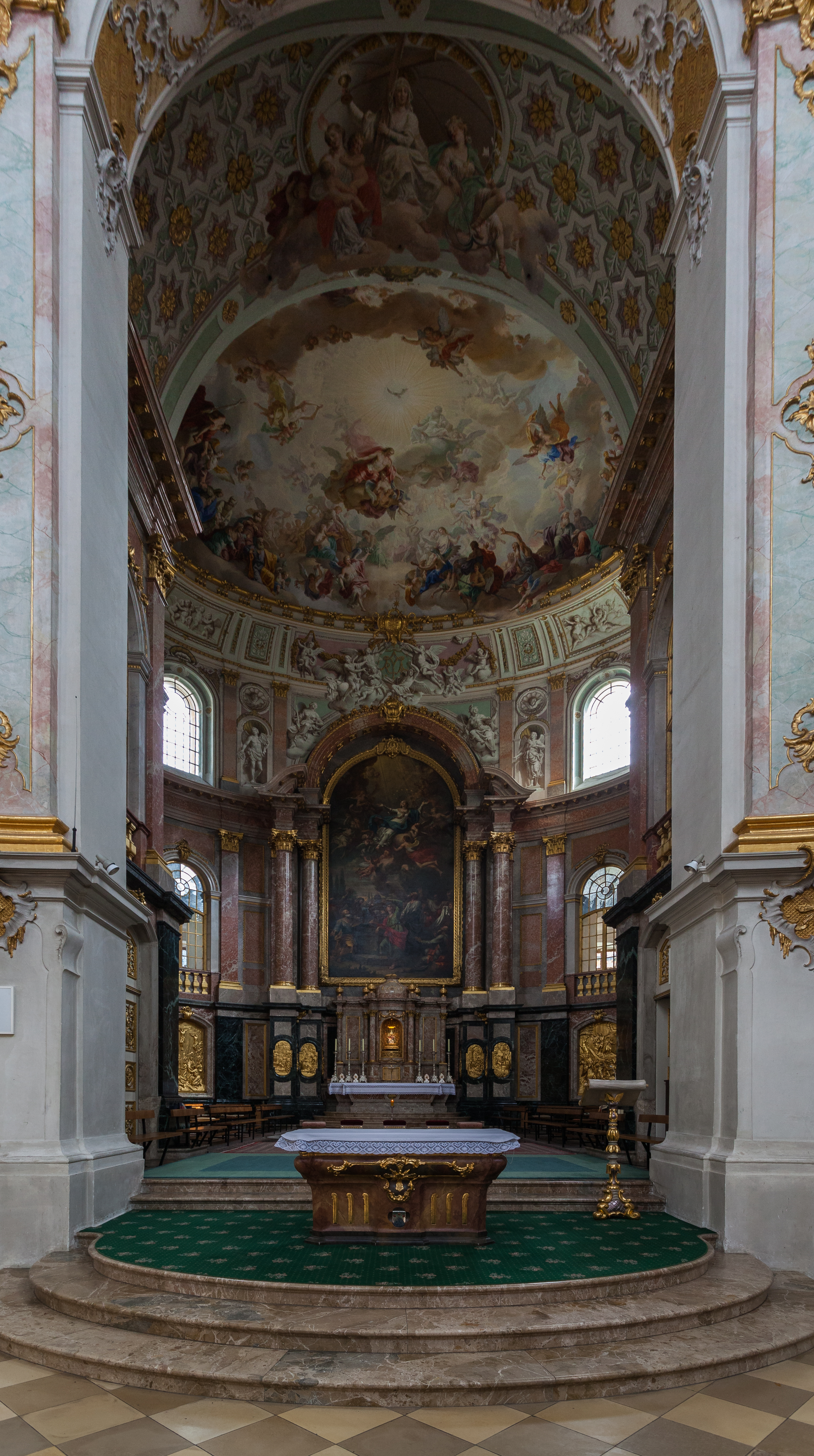
Altare